# 1948 a tudományban
Az 1948. év a tudományban és a technikában.

## Díjak
- Nobel-díjak
  - Fizikai Nobel-díj: Patrick Maynard Stuart Blackett
  - Fiziológiai és orvostudományi Nobel-díj: Paul Hermann Müller
  - Kémiai Nobel-díj: Arne Tiselius

## Születések
- január 29. – Mamoru Mohri japán tudós, űrhajós
- február 12. – Raymond Kurzweil amerikai feltaláló, az optikai karakterfelismerés, szöveg-beszéd szintézis, beszédfelismerés úttörője
- február 19. – Byron Kurt Lichtenberg amerikai mérnök, űrhajós
- február 21. – Laczkovich Miklós magyar matematikus, nevéhez fűződik Alfred Tarski sejtésének, a kör új négyszögesítési problémájának megoldása (Laczkovich-tétel)
- március 9. – Lovász László magyar matematikus, a számítógép-tudomány nemzetközi hírű kutatója, 2014-től a Magyar Tudományos Akadémia elnöke
- május 19. – Jean-Pierre Haigneré francia űrhajós
- május 27. – Alekszandr Volkov orosz, szovjet űrhajós
- szeptember 2. – Christa McAuliffe amerikai űrhajós († 1986)
- szeptember 10. – Charles Simonyi szoftverfejlesztő, a szándékorientált programozás kutatója, a Nemzetközi Űrállomás eddigi ötödik és hetedik űrturista-látogatója
- november 5. – Robert Joseph Cenker amerikai villamosmérnök, űrhajós
- november 26. – Elizabeth Blackburn Nobel-díjas (megosztva) ausztrál-amerikai molekuláris biológus
- december 30. – Randy Schekman Nobel-díjas (megosztva) amerikai sejtbiológus

## Halálozások
- január 30. – Orville Wright, testvérével közösen a repülőgép kifejlesztésének amerikai úttörője (* 1871)
- június 6. – Louis Lumière francia mérnök, aki testvérével együtt feltalálóként és filmkészítőként korszakalkotó szerepet játszott a film történetben (* 1864)
- augusztus 4. – Mileva Marić szerb matematikus, fizikus, Albert Einstein első felesége (* 1875)
- szeptember 22. – Florence Augusta Merriam Bailey amerikai ornitológusnő (* 1863)